# Viljormur Davidsen
Viljormur í Heiðunum Davidsen (ur. 19 lipca 1991) – farerski piłkarz, występujący na pozycji obrońcy w duńskim klubie Vejle BK oraz w reprezentacji Wysp Owczych.

## Kariera klubowa
Davidsen rozpoczynał grę w duńskim pierwszoligowym klubie Odense BK. W roku 2010 przeniósł się do NSÍ Runavík z Wysp Owczych. Następnie przeniósł się do występującego w 1. division FC Fyn. Rozegrał dla niego w sezonie 2010/2011 siedemnaście spotkań. Drużyna znalazła się na piętnastym miejscu w tabeli, co spowodowano, że relegowano ją do niższego poziomu rozgrywek, który w następnym sezonie wygrała.
W lipcu 2012 roku Davidsen przeniósł się raz jeszcze do NSÍ Runavík. Swój pierwszy mecz rozegrał 29 lipca przeciwko B36 Tórshavn (1:5). Łącznie dla NSÍ rozegrał trzy spotkania, po czym przeniósł się do norweskiego, trzecioligowego klubu FK Jerv. Grał w nim do kwietnia 2013, kiedy podpisał kontrakt z duńskim drugoligowym klubem FC Fredericia. Do końca sezonu rozegrał w nim siedem spotkań, pierwsze 7 kwietnia 2013 przeciwko FC Vestsjælland, przegrane przez Fredericię 0:1. Drużyna Davidsena zajęła piąte miejsce w ligowej tabeli.
W sierpniu 2013 roku zawodnik przeniósł się do Vejle BK. Zadebiutował 11 sierpnia w wygranym 3:1 meczu przeciwko Akademisk BK. 22 sierpnia tego samego roku strzelił swojego pierwszego gola w zremisowanym 1:1 meczu przeciwko jego dawnej drużynie FC Fredericia. Łącznie do tej pory dla Vejle rozegrał siedemdziesiąt siedem spotkań i zdobył pięć bramek. Jego klub stale gra w drugiej lidze, osiągnąwszy najlepszy wynik w sezonach: 2014/15 oraz 2015/16 (piąte miejsce).

## Kariera reprezentacyjna
31 lipca 2006 roku Davidsen po raz pierwszy wystąpił w reprezentacji U-17 w spotkaniu przeciwko Danii, zakończonym rezultatem 0:1. Łącznie wystąpił dla niej czternaście razy. Dla tego poziomu reprezentacji zdobył także jedną bramkę w meczu przeciwko Szwecji 30 października 2007 w zakończonym porażką 2:5 spotkaniu. Dla reprezentacji U-19 po raz pierwszy wystąpił 2 października 2008 roku w przegranym 0:5 meczu przeciwko Hiszpanii. Później rozegrał jeszcze cztery spotkania w tej kadrze. Kolejną młodzieżówką, w której występował była reprezentacji U-21, dla której zagrał osiem razy, debiutując 9 września 2009 w meczu przeciwko Łotwie (1:3).
W reprezentacji Wysp Owczych zadebiutował 21 lutego 2013 roku w towarzyskim meczu przeciwko Tajlandii, zakończonym rezultatem 0:2. Powoływano go już wcześniej, na ławce rezerwowych znalazł się po raz pierwszy w 2010 roku. Obecnie Viljormur Davidsen zagrał w siedemnastu meczach reprezentacji Wysp Owczych i nie strzelił żadnej bramki.